# Slot Moermond
Het Slot Moermond is een kasteel in het dorp Renesse op Schouwen-Duiveland. Het kasteel bestaat uit een vierkant bakstenen gebouw en latere aanbouwen uit het begin van de 16e eeuw en eind 20e eeuw en is door een gracht omgeven.

## Geschiedenis
Het huidige en derde kasteel is gebouwd naast de fundamenten van het oorspronkelijke kasteel van Costijn van Zierikzee dat gebouwd is tussen 1229 en 1244 en waarvan slechts enkele muren zijn behouden. Het tweede kasteel, van de nieuwe eigenaar Aernoud van Haamstede, is vermoedelijk gebouwd voor 1339 en is, op het poortgebouw na, in 1454 verloren gegaan. Het nieuwe Slot Moermond is uit 1513. Jacob van Serooskerke bouwde voor de derde maal het kasteel op en gebruikte hierbij het oude poortgebouw en vormde dit om tot woontoren.
Op zondag 10 december 1944 om 12.00 uur werden negen verzetsstrijders van de Tien van Renesse door de Duitse Wehrmacht opgehangen bij de poort van de dreef naar Slot Moermond. Op de plek van de executie ligt nu een zwerfkei.

## Herbestemming
De watersnoodramp uit 1953 bracht grote schade aan het kasteel. Na restauratie werd het kasteel achtereenvolgens gebruikt als opleidingsinstituut en conferentieoord. Momenteel (2021) is het in gebruik als restaurant en congrescentrum. Door de verandering van bestemming is aan de achterzijde een nieuw bouwwerk gemaakt, waarbij geen rekening is gehouden met de oorspronkelijke stijl van het kasteel. Ook van het interieur is vrijwel alles verloren gegaan.